# Hieracium heldreichii
Hieracium heldreichii ist eine Pflanzenart aus der Gattung der Habichtskräuter (Hieracium) in der Familie der Korbblütler (Asteraceae). 

## Merkmale
Hieracium heldreichii ist ein ausdauernder Rosetten- oder Schaft-Hemikryptophyt, der Wuchshöhen von 10 bis 36 Zentimeter erreicht. Der Stängel weist wenig bis viele Sternhaaren auf, die sich nicht decken. An seinem Grund ist ein zottige Behaarung aus gezähnten Haaren vorhanden, welche nach oben hin dünner wird, unter dem Blütenkopf aber wieder dichter. Die Blätter drängen sich am Grund mehr oder weniger dicht. Die Grundblätter sind dünner behaart und kurz bis plötzlich verschmälert. Die Hülle ist 10 bis 12,5 Millimeter lang. Auf den Hüllblättern finden sich einfache, gezähnte Haare und Sternhaare, die zumindest zum Teil ungleichmäßig verteilt und auf die Spitze oder den Grund konzentriert sind. Das Akladium ist 50 bis 215 Millimeter lang.
Die Blütezeit liegt im Juli.
Die Chromosomenzahl beträgt 2n = 36.

## Vorkommen
Hieracium heldreichii kommt auf dem griechischen Festland und in der Süd-Ägäis vor. Auf Kreta wächst die Art in den Lefka Ori auf Felsen und steinigen Hängen in Höhenlagen von 1800 Meter.

## Systematik
Man kann die folgenden Unterarten unterscheiden:
- Hieracium heldreichii Boiss. subsp. heldreichii: Sie kommt in Griechenland und in Mazedonien vor.[2]
- Hieracium heldreichii subsp. bandericicola Pawł.: Sie kommt in Bulgarien vor.[2]
- Hieracium heldreichii subsp. barbatiforme (Degen & Zahn) Zahn: Sie kommt in Bulgarien vor.[2]
- Hieracium heldreichii subsp. bulgaricum (Freyn) Zahn: Sie kommt in Bulgarien und in Serbien vor.[2]
- Hieracium heldreichii subsp. charrelianum Zahn: Sie kommt in Griechenland vor.[2]
- Hieracium heldreichii subsp. goniocraspedum T. Georgiev & Zahn: Sie kommt in Bulgarien vor.[2]
- Hieracium heldreichii subsp. pogonanthelum Zahn: Sie kommt in Bulgarien vor.[2]
- Hieracium heldreichii subsp. pseudopilosissimum Zahn: Sie kommt in Serbien vor.[2]